# Teatro romano di Bosra
Il teatro romano di Bosra (in arabo المسرح الروماني ببصرى‎?) è un grande teatro romano antico che sorge a Bosra, nel distretto di Dar'a nella Siria sudoccidentale. Fu costruito nel secondo quarto o nella seconda metà del II secolo d.C., ed è costituito di basalto nero. Fu costruito fuori della mura della città, ma fu in seguito completamente inglobato nella fortezza ayyubide.
Il teatro è largo 102 metri e ha posti a sedere per circa 17000 persone; è pertanto tra i più grandi della civiltà dell'antica Roma. È anche uno dei meglio preservati. Fu restaurato in modo sostanziale tra il 1947 e il 1970, prima conteneva grandi quantità di sabbia, che possono aver contribuito a proteggere l'interno.
| panoramic view of the theatre | stage of the theatre |